# レンズ (曲)
「レンズ」は、日本のシンガーソングライター・幾田りらの楽曲。デジタルシングルとして2022年6月14日に各音楽配信サービスにてリリースされた。

## 概要
TBS系 火曜ドラマ『持続可能な恋ですか?〜父と娘の結婚行進曲〜』主題歌。
作詞・作曲共に幾田が手掛けた。